# Jardin de la Place-Jules-Hénaffe
Le jardin de la Place-Jules-Hénaffe est un espace vert du 14e arrondissement de Paris, en France. 

## Situation et accès
Le site est accessible par la place Jules-Hénaffe.
Il est desservi par les lignes 4 et 6 à la station Alésia.

## Origine du nom
Il doit son nom à la proximité de la place Jules-Hénaffe, qui doit son nom au conseiller municipal Jules Léon Alexandre Hénaffe (1857-1921).

## Historique
Le jardin est créé en 1950.